# Aire-sur-l'Adour
Aire-sur-l'Adour è un comune francese di 6 197 abitanti situato nel dipartimento delle Landes nella regione Aquitania-Limosino-Poitou-Charentes.

## Società

### Evoluzione demografica
Abitanti censiti